# Козацький лейб-гвардії полк
Лейбгвардії Козацький Його Величності полк — кавалерійський полк російської гвардії.

## Історія
- 7 листопада 1796 року — сформований із козацького ескадрону гатчинських військ, Донської та Чугуївської придворних козацьких команд, гусарського полку гатчинських військ і лейбгусарського ескадрону лейбгвардії Гусарський козацький полк.
- 14 листопада 1796 року — Полку надано права й переваги Старої гвардії.
- 27 січня 1798 року — Лейбгвардії Гусарський козацький полк розділений на лейбгвардії гусарський і лейбгвардії козацький полки.
- 1799 рік — один із підрозділів полку брав участь у висадці десанту в Голландії.
- 1805 рік — в Аустерліцькій битві відкинув кавалерію французів, надавши допомогу лейбгусарам і кавалергардам, що прикривали гвардійську піхоту. У складі ар'єргарду Багратіона до пізньої ночі прикривав відступ російської піхоти.
- 1807 рік — брав участь у битвах при Гутштадті й Фрідланді.
- 1808—1809 роки — 2 ескадрони полку брали участь у російсько-шведській війні. Під час взяття Гельсінгфорса відбили у шведів 18 гармат, брали участь у облозі фортеці Свеаборг.
- 18 травня 1811 року — приписано знову сформовану Чорноморську козацьку сотню.

### Вітчизняна війна 1812 року
У складі чотирьох ескадронів (3 донських і 1 чорноморський) полк брав участь у Французько-російськый війні 1812 року (1-ша Західна армія, I кавалерійський корпус генерал-лейтенанта Ф. П. Уварова).
12 червня полк брав участь у першому бою з французами біля переправи на річки Німан. Після переправи Наполеона через Німан лейбкозаки прикривали відступ російської армії та з 14 до 23 липня бились без перерви із французьким авангардом, що наступав. 15 липня у битві під Вітебськом полк захопив французьку батарею: «лейбкозаки перші ходили кілька разів у атаку. В одній з них відбірні донці налетіли на батарею, біля якої стояв Наполеон, і вчинили таку тривогу навколо нього, що він зупинив на деякий час свої дії».
Лейбкозаки з гідністю бились у дводенній битві під Смоленськом та при Валутіній горі.
26 серпня полк відзначився у Бородінській битві, беручи участь у стрімкій атаці Платова та Уварова на лівий фланг французів. Під час від ступання армії до Москви лейбкозаки знаходились в ар'єргарді Платова та неодноразово зупиняли натиск супротивника. 2 вересня 3 ескадрони полку, відрізані від ар'єргарду долучились до загону генерала Вінценгероде, який прикривав шлях на Петербург. Ескадрон, що був при графі Орлові-Денисові, залишився у головній армії та брав участь у битвах при Тарутіному, Малоярославці, Вязьмі, поблизу Ляхова та під Красним. Наприкінці грудня 1812 року полк з'єднався та розташувався поблизу Вільно.
Після прибуття імператора Олександра I полк склав імператорський конвой і супроводжував государя у всіх походах та битвах 1813—1814 років.
8 травня 1813 року у бою під Баутценом один з ескадронів був призначений до складу загону графа Орлова-Денисова та провів кілька атак.
4 жовтня 1813 — полк відзначився у Лейпцизькій битві, атакою на французьких кірасирів Латур-Мобура, чим врятував від полону імператора Олександра I й виручив російську легку гвардійську кавалерію, яку атакував ворог на марші. Нагороджений Георгіївським штандартом і срібними трубами.
13 березня 1814 — у битві під Фер-Шампенуазом сотня полку у складі гвардійської легко-кавалерійської дивізії прорвалась у тил військ Мортьє та Мармона, що наступали, поблизу села Ворефруа, змусивши супротивника відступити, потім брала участь у сутичці з французькою кавалерією поблизу села Ленхарс й атакувала каре Мортьє та Мармона на висотах Лінта. 19 березня 1814 року полк урочисто вступив до Парижа й розташувався табором на Єлисейських полях. Козаки полку супроводжували Наполеона на острів Ельбу.

### 1815—1900
7 квітня 1828 року полк виступив у похід проти турків та, перейшовши Дунай, брав участь у облозі Варни. Два ескадрони знаходились при головній квартирі і, складаючи конвой імператора Миколи I, мали гарячу сутичку з неприятелем 14 липня поблизу селища Мадіру. У 1829 році полк займав кордонну лінію Дністром внаслідок чуми, що з'явилась у Бессарабії, і тільки 8 листопада 1830 року повернувся до Петербурга.
У 1831 році лейбкозаки брали участь у придушенні польського заколоту.
8 березня 1832 року — до полку зараховано лейбгвардії Кримськотатарський ескадрон (скасовано 10 червня 1863).
1 липня 1842 — лейбгвардії Чорноморський ескадрон переформовано на дивізіон. Під час війни 1853—1856 років він був у складі Балтійського корпусу й утримував спостережні пости на південному березі Фінської затоки. 2 лютого 1861 року Лейбгвардії Чорноморський дивізіон було скасовано, частина його пішла на формування Власного Й. І. В. Конвою.
14 серпня 1872 року імператор Олександр II, бажаючи відзначити свій приїзд на Дон присвоїв полку найменування Його Величності.
14 жовтня 1874 — з 1-х дивізіонів лейбгвардії Козацького та лейбгвардії Отаманського полків сформовано лейбгвардії Зведений козацький полк, який 11 травня 1877 року виступив у похід проти Туреччини. 19 червня 1877 — з 2 дивізіонів лейбгвардії Козацького та лейбгвардії Отаманського полків, що прибули з пільги, було сформовано 2-й лейбгвардії Зведений козацький полк, який також виступив у похід проти Туреччини. Обидва дивізіони брали участь у боях з турками, а з 28 вересня були у конвої при верховному головнокомандувачі Великому Князі Миколі Миколайовичі.
13 березня 1884 року Лейбгвардії Зведений козацький полк був скасований та відновлено лейбгвардії Козацький Його Величності та лейбгвардії Отаманський Його Високості Спадкоємця Цесаревича полки.

### Перша світова та громадянська війни

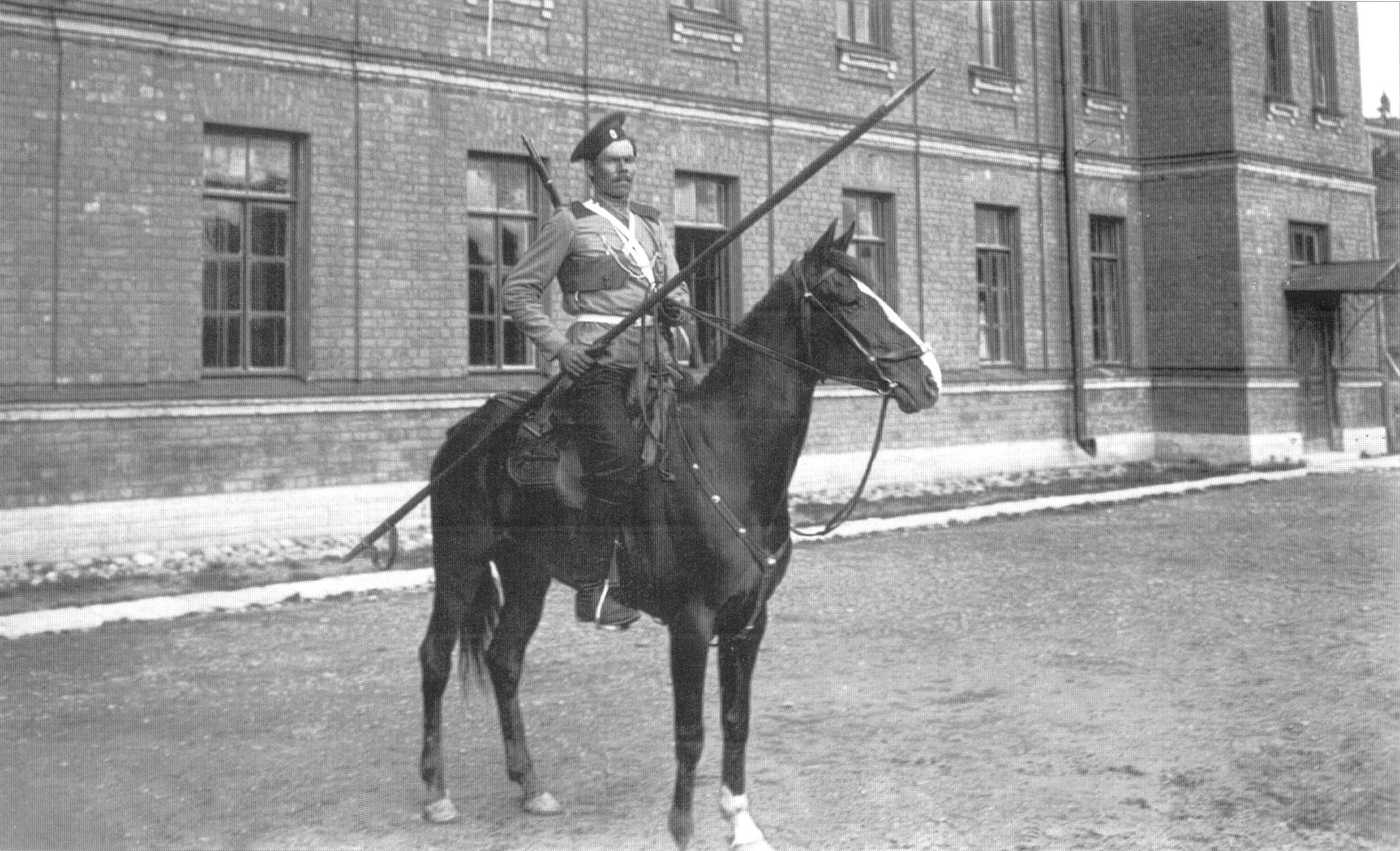
Козак лейбгвардії Козацького полку

- 1914—1918 року — брав участь у Першій світовій війні.
- 4 березня 1917 року — лейбгвардії Козацький полк.
- Березень 1918 року — фактичне розформування полку.
- 1918 рік — увійшов до складу армії генерала Краснова.
- 1919—1920 роки — діяв у складі армії генерала Врангеля у Криму.
- Листопад 1920 року — лейбгвардії Козацький дивізіон (острів Лемнос).
- 1921 рік — Лейбгвардії козацький полк.

Маршем полку був марш Мендельсона, що було високою волею Олександра II, який побачив під час Балканської війни, як козаки йдуть в атаку.

## Командири полку
- 24.01.1798 — 10.03.1799 — генерал-лейтенант (з 06.04.1798 генерал від кавалерії) Федір Денисов
- 10.03.1799 — 11.03.1799 — генерал-майор Олексій Орлов
- 11.03.1799 — 18.03.1800 — генерал від кавалерії Федір Денисов
- 04.01.1801 — 30.12.1802 — генерал-майор Олексій Орлов
- 30.12.1802 — 21.07.1808 — полковник (з 24.05.1807 генерал-майор) Петро Чорнозубов
- 21.07.1808 — 03.10.1827 — генерал-майор (з 29.01.1811 генерал-адмірал, з 15.09.1813 генерал-лейтенант, з 22.08.1826 генерал від кавалерії) граф Василь Орлов-Денисов
- 1826—1829 — генерал-майор Олександр Каменнов (тимчасово)
- 06.12.1827 — 01.01.1833 — генерал-майор (з 25.06.1829 генерал-лейтенант) Іван Єфремов
- 01.01.1833 — ? — генерал-майор Степан Ніколаєв
- 1843—1848 — генерал-майор Іван Краснов
- 30.08.1861 — 1868 — генерал майор Іван Шамшев
- 1872 — флігель-ад'ютант (14.08.1872), полковник Жеребков
- .. .. ………. — 15.05.1880 — полковник Василь Денисов
- 08.03.1895 — 04.03.1899 — полковник Антон Новосильцов
- 09.04.1899 — 21.04.1902 — генерал-майор Костянтин Дембський
- 30.06.1904 — 10.02.1907 — генерал-майор Олексій Родіонов
- 22.04.1907 — 31.12.1913 — генерал-майор Георгій Пономарьов
- 31.12.1913 — 26.12.1915 — генерал-майор (з 23.01.1914 у Свиті Його Величності) Іван Орлов
- 26.12.1915 — 06.1917 — полковник, (з 10 квітня 1916 — генерал-майор) Олександр Греков
- 04.1918 — 06.1919 — полковник Ілля Опріц
- 11.1920 — 1921 — генерал-майор Ілля Опріц

## Шефи полку
- 09.11.1800-04.01.1801 — генерал від кавалерії Федір Денисов

## Бойові відзнаки
1. Георгіївський штандарт з Андріївською ювілейною стрічкою та написами: «За відзнаку під час поразки та вигнання неприятеля з меж Росії у 1812 році та за подвиг, виявлений у битві при Лейпцигу 4 жовтня 1813 року» і «1775-1796-1875»; на стрічці: «1775 р. придворні Донська і Чугуївська козацькі команди», «1793 р. козацький полк Гатчинських Його Імператорської Високості Спадкоємця Цесаревича військ», «1817 р. за відзнаку під час поразки та вигнання неприятеля з меж Росії у 1812 року і за подвиг, виявлений у битві при Лейпцигу 4 жовтня 1813 року», «1872 р. Лейбгвардії Козацький Його Величності полк»; на банті: «1875 рік». Перший напис надано 22.03.1817, решта — 20.04.1875 року[1]. Штандарт було вивезено у роки Громадянської війни за кордон, нині знаходиться у Лейбкозацькому музеї під Парижем.
2. 22 срібні труби з написом: «За відзнаки проти неприятеля у минулу кампанію 1813 року»[2].
3. Знаки на головні убори з написами:
  1. У 1-й, 3-й та 4-й сотнях — «За відзнаку у Турецьку війну 1877 та 1878 років»,
  2. У 2-й сотні — «За Ловчу 5 липня 1877 року».

## Полкове свято
Полкове свято відзначалось 4 жовтня, день св. Єрофія

## Обмундирування
Рядові носили червоні напівкафтани й темно-сині шаровари без лампасів. На червоному комірі й обшлагах — жовтні гвардійські петлиці. Замість погонів — жовті гарусні (вовняні) еполети уланського типу. Чепраки й подушки на сідлах — червоні з жовтим обкладенням.

## Відомі люди, що служили у полку
- Михайло Граббе — Донський отаман
- Василь Дьяков (1883—1945?) — генерал-майор
- Андрій Кологривов — генерал від кавалерії
- Семен Краснов — генерал-майор, начальник особистого конвою головнокомандувача Білою армією барона Врангеля
- Микола Орлов-Денисов — генерал-лейтенант
- Петро Орлов-Денисов — герой штурму Геок-Тепе
- Федір Орлов-Денисов — генерал-лейтенант
- Смирнов М. М. — командувач військами Донської Радянської Республіки, колишній старший урядник
- Володимир Фарафонов — генерал-майор, у 1920 році командир гвардійської бригади у складі Лейбгвардії Козацького й Отаманського полків
- Іскендер Хан Хойський — полковник
- Павло Шатілов — генерал від кавалерії, начальник штабу Російської армії Врангеля
- Михайло Казбек — російський генерал, учасник Кавказьких походів

## Музей полку
Музей полку цілком евакуювали з Петрограда у 1917 році та з 1929 року він знаходиться у французькому місті Курбевуа, під Парижем.